# Ana Bucik
Ana Bucik est une skieuse alpine slovène, née le 21 juillet 1993.

## Biographie
Elle prend part à sa première compétition FIS en 2009. En janvier 2010, elle est appelée à disputer le slalom géant de la Coupe du monde de Maribor ; elle ne finit pas la course.
En 2011, elle remporte son premier titre national sur le super-combiné. En 2012, elle gagne une médaille d'or aux Championnats du monde junior, dans l'épreuve par équipes. Elle monte aussi sur son premier podium en Coupe d'Europe en novembre 2012 lors d'un slalom. En décembre 2014, elle marque ses premiers points en Coupe du monde avec une 26e place au slalom d'Åre. Plus tard dans l'hiver, aux Championnats du monde, elle prend la 11e place du super-combiné.
En janvier 2016, elle remporte les deux slaloms de Coupe d'Europe courus à Zinal et obtient son meilleur résultat en Coupe du monde, 15e au slalom de Santa Caterina. Ana Bucik obtient son premier podium en Coupe du monde en prenant la 3e place du combiné (Super-G + slalom) de Lenzerheide le 26 janvier 2018. Le mois suivant, elle participe aux Jeux olympiques de Pyeongchang.

## Palmarès

### Jeux olympiques
| Édition / Épreuve   | Slalom | Slalom géant | Combiné |
| ------------------- | ------ | ------------ | ------- |
| JO 2018 Pyeongchang | 24e    | 21e          | 11e     |
| JO 2022 Pékin       | 11e    | 11e          | —       |

### Championnats du monde
| Épreuve / Édition                 | Slalom | Combiné alpin | Slalom géant |
| --------------------------------- | ------ | ------------- | ------------ |
| Mondiaux 2013 Schladming          | 31e    | —             | —            |
| Mondiaux 2015 Vail - Beaver Creek | DNF    | 11e           | —            |
| Mondiaux 2017 Saint-Moritz        | 7e     | DNF           | —            |
| Mondiaux 2019 Åre                 | DNF    | —             | 31e          |

### Coupe du monde
- Meilleur classement général : 42e en 2018.
- 1 podium : 1 troisième place (en Combiné).

| Année/Classement | Général | Général | Descente | Descente | Slalom | Slalom | Slalom géant | Slalom géant | Super G | Super G | Combiné | Combiné | Slalom Parallèle | Slalom Parallèle |
| Année/Classement | Class.  | Points  | Class.   | Points   | Class. | Points | Class.       | Points       | Class.  | Points  | Class.  | Points  | Class.           | Points           |
| ---------------- | ------- | ------- | -------- | -------- | ------ | ------ | ------------ | ------------ | ------- | ------- | ------- | ------- | ---------------- | ---------------- |
| 2014-2015        | 89e     | 23      | -        | -        | 44e    | 15     | -            | -            | -       | -       | 23e     | 8       |                  |                  |
| 2015-2016        | 77e     | 59      | -        | -        | 30e    | 55     | -            | -            | -       | -       | 47e     | 4       |                  |                  |
| 2016-2017        | 52e     | 147     | -        | -        | 17e    | 139    | 50e          | 5            | -       | -       | 52e     | 3       |                  |                  |
| 2017-2018        | 42e     | 183     | -        | -        | 22e    | 107    | 41e          | 10           | -       | -       | 5e      | 66      |                  |                  |
| 2018-2019        | 91e     | 31      | -        | -        | 42e    | 31     | -            | -            | -       | -       | -       | -       |                  |                  |
| 2019-2020        | 55e     | 113     | -        | -        | 30e    | 35     | 26e          | 46           | -       | -       | -       | -       | 55e              | 32               |
| 2020-2021        | 33e     | 202     | -        | -        | 14e    | 125    | 21e          | 77           | -       | -       | -       | -       | -                | -                |
| 2021-2022        | 25e     | 376     | -        | -        | 6e     | 277    | 23e          | 99           | -       | -       | -       | -       | -                | -                |

### Coupe d'Europe
- 2 victoires en slalom.

### Championnats de Slovénie
- Vainqueur du combiné en 2011, 2013 et 2017.
- Vainqueur du slalom en 2014.